# Füllfaser
Füllfasern sind zur Füllung von Bettwaren und Steppstoffen geeignete, lose Fasern, Filamentbündel ohne Verdrehung (Füllkabel) oder Faservliese.
Sie haben die Funktion, das ursprüngliche Volumen eines Raumes mit biegeelastischer Flächenbegrenzung (Kopfkissen, Deckbetten, Schlafsäcken etc.) nach einer raumverringernden Einwirkung in das Ausgangsvolumen zurückzuverwandeln. Füllfasern sollen deshalb weich, großvolumig, isolierend, elastisch und erholungsfähig sein.

## Unversponnene, lose Fasern
Als unversponnene, lose Fasern zur Füllung von Bettwaren und Steppstoffen kommen infrage: Fiberfill, synthetische Spezialfasern mit hohem und stabilem Bausch – meist auf Polyester-Basis – sowie Naturseide, Wolle und Edelhaare.
Unversponnene Naturseide wird für leichte Steppdecken verwendet, die im Sommer als angenehm kühl empfunden werden, die Füllmenge beträgt 800 bis 1200 Gramm. Das Material muss sorgfältig aufbereitet und gereinigt sein, um Milbenbefall und dadurch hervorgerufenen Allergien mit Asthmaanfällen zu verhindern. Wildseide muss entbastet sein. Wird unversponnene Schurwolle als Füllfaser benutzt, so muss sie von hoher Qualität und für diesen Verwendungszweck aufbereitet sein. Für Rheumadecken werden leichte Bezüge aus Baumwoll-Trikot bevorzugt.

## Fiberfill-Vliese
Leichter verarbeiten lassen sich thermisch leicht vorverdichtete Fiberfill-Vliese. Die Steppung muss dabei Fächer bilden, da diese Vliese nicht ausreichend fest zusammenhalten und beim Tragen oder Reinigen ihre Lager verändern könnten.

## Feste Vliesbahnen
Vliesbahnen lassen sich durch entsprechende Behandlungen reißfester gestalten. Bei Vliesen ab 40 g/m² wird die Oberfläche leicht mit einer klebenden Substanz besprüht, wobei der Griff nicht brettig werden darf. Oder das Vlies wird im Tauchbad silikonisiert und damit gleichzeitig wasserabweisend gemacht, das Material behält dabei einen weichen Griff.
Synthetic-Vliese für Bettwaren und Steppstoffe sollen feuchtigkeitsabweisend sein und bei längerer Einwirkung von Feuchtigkeit nicht zusammenbacken. Damit eignen sie sich besonders für Ferienwohnungen, Camping-, Zelt- und Bootsausstattungen. Sie sind bakterienfeindlich, staub- und flusenfrei und pflegeleicht.